# Jong FC Twente
Jong Football Club Twente, kortweg Jong FC Twente, is het beloften- en tweede elftal van de Nederlandse voetbalclub FC Twente. Het team komt vanaf seizoen 2018/19 uit in de Reservecompetitie. Jong FC Twente speelde van 2013 tot 2015 in de Eerste divisie.
De selectie bestaat voornamelijk uit jonge spelers, meestal afkomstig uit de voetbalacademie FC Twente. In wedstrijden kan er ook gebruik worden gemaakt van spelers uit de eerste selectie van FC Twente.

## Historie
Jong FC Twente (ook wel FC Twente 2 of FC Twente beloften) bestaat sinds de oprichting van de club in 1965. In 2008 en 2012 werd het kampioen van de beloften Eredivisie. In seizoen 2008/2009 nam het deel aan het toernooi om de KNVB beker. Na een bye in de eerste ronde werd het team in de tweede ronde uitgeschakeld door ADO Den Haag.
Met de beloftenteams Jong Ajax en Jong PSV werd Jong FC Twente met ingang van het seizoen 2013/14 toegelaten tot de Eerste divisie. Er gelden in de Eerste divisie speciale restricties voor de beloftenteams. Ze kunnen niet promoveren en mogen niet deelnemen aan de play-offs om promotie. Wel kunnen ze periodekampioen of kampioen worden.
Jan Zoutman was van 2013 tot 2015 de trainer. Het team werkte zijn wedstrijden af in De Grolsch Veste maar speelde in het seizoen 2014/15 ook geregeld in de JENS Vesting in Emmen. Jong FC Twente eindigde in het eerste seizoen in de Eerste divisie op een zeventiende plaats. In het tweede seizoen deed de ploeg het beter; ze eindigden op de dertiende plaats. Dit was echter voorlopig het laatste seizoen in de Jupiler League. Vanwege de financiële problemen bij de club werd besloten de ploeg terug te trekken, waarna het in het seizoen 2015/16 weer uitkwam in de landelijke beloftencompetitie. Via deze competitie kwalificeerde Jong FC Twente zich voor het seizoen 2016/17 van de nieuw te vormen Tweede divisie, maar een jaar later volgde degradatie naar de Derde divisie. Na afloop van het seizoen 2017/18, waarin Jong FC Twente als tiende eindigde in de Derde divisie Zaterdag, trok FC Twente het beloftenteam terug uit de voetbalpiramide en gaat het in de Reservecompetitie spelen.

## Erelijst
| Competitie          | Aantal | Jaren      |
| ------------------- | ------ | ---------- |
| Beloften Eredivisie | 2×     | 2008, 2012 |

## Overzichtslijsten

### Competitieresultaten 2014–2018
| 17 |

| 13 |

| * |

| 18 |

| 10 |

| * |

| Eerste divisie     |
| Tweede Divisie     |
| Derde Divisie      |
| Beloftencompetitie |

* Seizoen 2015/16 en seizoen 2017/18 spelend in Beloften-competitie, niet meegenomen in deze grafiek.
In elke staaf van de grafiek staat van boven naar beneden vermeld: 
- Eindnotering

Dit is de positie die de club heeft bereikt in de competitie, zonder eventuele beslissings-, play-off- of nacompetitiewedstrijden die nodig zijn geweest om bijvoorbeeld de kampioen van de competitie te bepalen.
Indien een * achter het getal staat is de notering een tussenstand en kan het zijn dat de notering niet overeenkomt met de uiteindelijke eindstand van de competitie.
Staat er een - dan is het seizoen nog bezig en is er geen definitieve uitslag bekend.
Staat er xx op de positie van de notering, dan heeft de club vroegtijdig de competitie verlaten. Dit kan onder andere komen door terugtrekking van het team, faillissement van de club of door een uitgedeelde straf van de KNVB. In veel gevallen staat elders in het artikel de reden vermeld.
Staat er een ? dan is het resultaat uit het verleden onbekend, en is alleen de competitie of het niveau bekend van dat seizoen.
In de seizoenen 2019/20 en 2020/21 werd wegens de coronacrisis het amateurvoetbal afgebroken. Daardoor kennen deze staven geen eindklassering (middels -- weergegeven).
- Competitieniveau en afdelingsletter of Officiële eindstand Eredivisie
  - Competitieniveau en afdelingsletter

Hierbij geeft het getal het niveau weer, dat ook terug te vinden is in de legenda. De letter is de afdelingsaanduiding en wordt gebruikt wanneer er meer afdelingen zijn op hetzelfde niveau. De afdelingsletter is altijd een hoofdletter en wordt meestal zonder nummer gebruikt.
Voorbeeld: 2F is niveau 2e klasse competitie F.
Het competitieniveau en nummer wordt niet vermeld wanneer er slechts één competitie van dit niveau was.
  - Officiële eindstand Eredivisie (getal staat tussen haakjes vermeld)

Sinds de introductie van play-offwedstrijden voor Europees voetbal na afloop van de reguliere competitie in 2005/06, is de KNVB verplicht een eindstand van de Eredivisie door te geven aan de UEFA aan de hand van deze play-offwedstrijden.
Bij deze eindstand staan clubs die zich hebben gekwalificeerd voor Europees voetbal hoger dan clubs die zich niet wisten te kwalificeren. Indien er geen verschil was tussen de eindnotering en de officiële eindstand, staat dit getal niet vermeld.

- Onderafdeling

Hier staat afgekort de naam van de onderafdeling indien de club in dat jaar in een onderafdeling uitkwam. Tevens staat deze afkorting in de legenda en wordt gelinkt naar het artikel over deze onderafdeling. Deze afkorting wordt alleen vermeld wanneer de club in het verleden in verschillende onderafdelingen heeft gespeeld. Deze vermelding is in de staaf altijd in kleine letters. Deze onderafdelingen zijn na het seizoen 1995/96 afgeschaft. Heeft de club in slechts één onderafdeling gespeeld, dan is dit alleen terug te vinden in de legenda.
Onder de staaf staat het jaartal vermeld waarin het seizoen is afgesloten. 15 verwijst naar het seizoen 2014/15 of eventueel het seizoen 1914/15.
Wanneer een staaf leeg is, zijn deze gegevens niet bekend. Het kan ook zijn dat de club dat seizoen niet heeft meegespeeld op het hogere amateurniveau, vroegtijdig de competitie heeft verlaten of uit de competitie is gezet.

In het seizoen 1944/45 was er wegens de Tweede Wereldoorlog geen regulier competitievoetbal.

### Seizoensoverzichten
| 2013/14 | Eerste divisie | 38 | 12 | 7  | 19 | 47 | 61 | 43 | 17e | Jong FC Twente treedt toe tot het betaald voetbal |
| 2014/15 | Eerste divisie | 38 | 12 | 11 | 15 | 49 | 64 | 47 | 13e |                                                   |

### Topscorers
- 2013/14:  Tim Hölscher (10)
0000000  Felitciano Zschusschen (10)
- 2014/15:  Jari Oosterwijk (15)

### Trainers
- 2013–2015:  Jan Zoutman